# トラシヴロス・ザイミス

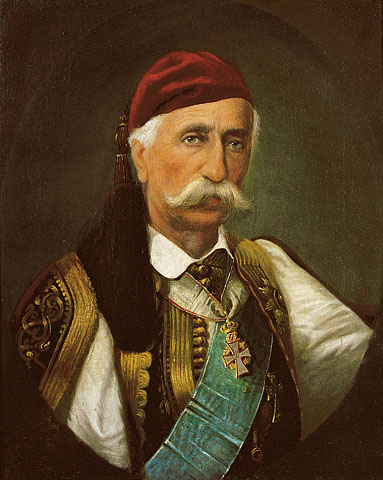
トラシヴロス・ザイミス

トラシヴロス・ザイミス（ギリシア語: Θρασύβουλος Ζαΐμης、1822年10月29日 - 1880年10月27日）はギリシャ王国の政治家、第21代ギリシャ首相。

## 生涯
ザイミスは1822年、ペロポネソス半島北部のカラブリタのケルピニで生まれた。父はオスマン帝国より独立を承認される前のギリシャで軍人、後に臨時執政を務めたアンドレアス・ザイミスである。ザイミスは7月王政期のフランスで法律を学んだ。その後、1850年にカラブリタの代議士としてギリシャ議会に当選し、1853年、1856年、1859年、1862年、1868年、1869年、1872年、1873年、1874年、1875年、1879年に再選された。議会の議長を1854年から1855年まで務めた後、1860年に政府が支持した対立候補ディミトリオ・カリフロナを破って再び議長に選出され、1874年と1875年にも同職に選出され、1877年まで務めた。1862年にオソン1世を退位に追い込んだクーデターに関与した後、クーデターで成立した内閣に内相として入閣した。1864年、ゲオルギオス1世の即位とほぼ同時期にイオニア諸島をイギリスから割譲されたとき、彼はギリシャ政府の代表であった。
ザイミスは1869年に組閣して首相を務め、同年の中期選挙にも勝利したが、1870年のディレシ暗殺事件により同年6月に総辞職を余儀なくされた。1871年11月に2か月間の短期内閣を組閣した。1877年のコンスタンティノス・カナリス内閣では法相に就任した。1880年10月27日、アテネで死去した。息子に同じく首相を務めることになるアレクサンドロス・ザイミスがいる。